# Gymnosophistis thyrsodoxa
Gymnosophistis thyrsodoxa is een vlinder uit de familie van de wespvlinders (Sesiidae), onderfamilie Sesiinae.
Gymnosophistis thyrsodoxa is voor het eerst wetenschappelijk beschreven door Edward Meyrick in 1934. De soort komt voor in het Afrotropisch gebied.